# Cabane d’Orny
Die Cabane d’Orny, auch als Ornyhütte bekannt, ist eine Alpenhütte im Schweizer Kanton Wallis. Sie wurde 1893 gebaut und wies damals 33 Plätze auf. Die Fundamente sind noch heute sichtbar. 1975 wurde sie neu gebaut und verfügt über 90 Schlafplätze. Die Hütte ist im Eigentum der Sektion Diablerets (Lausanne) des Schweizer Alpen-Clubs (SAC). Sie ist Ausgangspunkt für Hochtouren im Schweizer Teil des Mont-Blanc-Massivs. Für Wanderer ist sie von Champex oder Combe d’Orny erreichbar.

## Übergänge
- Cabane de Saleinaz
- Refuge d’Argentière über Col du Tour